# 1820-ті

## Події
- 1822 року Еквадор став незалежним від Іспанії. Того ж року незалежність від Португалії дістала Бразилія.
- 1825—1829 — президентство у США Джона К. Адамса
- У грудні 1825 відбулося повстання «декабристів» у Російській імперії.

## Монархи
- Імператором Росії був Олександр I до 1825 року. Надалі правив Микола I.
- З січня 1820 року королем Англії був Георг IV.
- Королем Іспанії все десятиліття був Фернандо VII.
- Королем Франції до 1824 року був Людовик XVIII, а далі — Карл X

## Народились
- 1823, Шандор Петефі — угорський поет
- 1823, Альфред Воллес — британський натураліст та еволюціоніст

## Померли
- 1824, Байрон — англійський поет.